# Široké
Široké este o comună slovacă, aflată în districtul Prešov din regiunea Prešov. Localitatea se află la altitudinea de 562 m deasupra n.m., se întinde pe o suprafață de 25,79 km2 și în 2017 număra 2.505 locuitori.

## Istoric
Localitatea Široké este atestată documentar din 1320.

## Demografie
| An:                | 1994 | 2004   | 2014   | 2024   |
| ------------------ | ---- | ------ | ------ | ------ |
| Număr de persoane: | 2221 | 2282   | 2461   | 2445   |
| Diferență:         |      | +2,74% | +7,84% | −0,65% |

| An:                | 2023 | 2024   |
| ------------------ | ---- | ------ |
| Număr de persoane: | 2443 | 2445   |
| Diferență:         |      | +0,08% |